# Aegla ringueleti
Aegla ringueleti es una especie de decápodo aéglido integrante del género Aegla, cuyos miembros son denominados comúnmente cangrejos tanque, cangrejos pancora, cangrejos de agua dulce, falsos cangrejos o cucarachas de río. Este crustáceo habita en aguas dulces del centro-sur de América del Sur.

## Taxonomía
Esta especie fue descrita originalmente en el año 1994 por los carcinólogos Georgina Bond-Buckup y Ludwig Buckup.
Etimología
Etimológicamente el término específico ringueleti refiere al apellido del biólogo argentino Raúl Adolfo Ringuelet quien fue un destacado especialista en el género Aegla, publicando numerosas investigaciones sobre el mismo, además de ser el autor de dos de sus especies (A. scamosa y A. singularis).
Localidad y ejemplares tipo
Fue descrita con ejemplares colectados a una altitud de 4500 m s. n. m., provenientes de un arroyo en la región de Cachi, en la provincia de Salta, en el noroeste de la Argentina. El holotipo es una hembra etiquetada como el SMF (s/nº), colectada en octubre de 1976. El paratipo también es una hembra de la misma localidad.

## Distribución y hábitat
Este cangrejo habita en el fondo de arroyos de agua dulce de elevada altitud. Es endémico del oeste de la provincia de Salta, en el noroeste de la Argentina.

## Características y costumbres
El holotipo (hembra) midió 23 mm, mientras que el paratipo (también hembra) 20,6 mm.
Destaca por sus tubérculos y escamas en el caparazón y periópodos. Es un carácter diagnóstico un robusto tubérculo en el 4º externito torácico y la espina en el margen interno del quelípodo.